# Дяків Острог
Дяків Острог це назва топоніму, розташованого на місці перетину Муравського шляху з річкою Мерлою у 1571 році.
Сторожа— це невеликий загін у складі 4-10 вершників, ближня прикордонна застава. Чергуючи попарно, вершники повинні були переїздити від урочища до урочища, пильно спостерігаючи у відведених для цього місцях. Станиця — це рухливий кінний загін з 60-100 чоловік, який посилався для дозору в глибину степу на два тижні, після чого замінявся іншим таким же загоном. Станичники зобов'язані були, крім спостереження за ворогом на дальніх рубежах, своєчасно повідомляти у найближчі міста про появу татар, їх чисельність, напрямок пересування, боєм зупиняти їх невеликі загони. Детально визначався порядок дій сторож і станичників у різних ситуаціях. За несумлінне несення дозорної служби передбачалось суворе покарання, зокрема, за самовільне залишення постів до приходу зміни — смертна кара. Таким чином докорінно було покращено і зміцнено прикордонну службу.
На основі донесень з місць у 1571р. було складено загальний опис («роспись») усіх прикордонних сторожових постів Московського царства — сторож і станиць. У ньому йде мова і про місцевість, де бере витоки річка Мерла: «1-ая сторожа на верх Ольшанки Удекие, а переезжати сторожам направо Муравский шлях до Мерла до Дьякова острога верст 20». Це означає, що на відстані 20 верст від вершини річечки Ольшанки, що впадає в річку Уди, в місці перетину Муравським шляхом Мерли, тобто трохи вище за місце розташування сьогоднішнього Сінного, знаходився топонім, який в Московській державі називали "Дяків острог". Виходить, що в 70-х роках 16 ст.(а, може, ще раніше?) в верхів'ях Мерли був Дяків Острог? острог, взагалі — це, як відомо, укріплення, що складається з укопаних у землю і заструганих угорі дерев'яних колод. Що являв собою Дяків Острог у 1571 році з «Розписи» не видно. Було тут старовинне укріплення в дійсності чи залишилась від цього одна назва, жили тут люди постійно чи зупинялись перепочити дозорці — залишилось невідомим. На основі наведеного уривку дехто з псевдоісториків ототожнює Богодухів з Дяковим острогом, хоча очевидно, що Дяків острог точно не був і міг бути в тій місцевості та в той час поселенням (інакше там не існувало би просто сторожової служби, яка за визначенням здійснювалась в незаселеній місцевості і не існував би той самий розпис сторожам в цій місцевості як такий) і місце розташування цього топоніму явно не відповідало місцю розташування сучасного Богодухова.